# Црква Свете Тројице (Бања Лука)
Црква Свете Тројице или храм Свете Тројице је црква која се налази у Бањалуци у Алеји Светог Саве, у близини Градског стадиона. У дворишту се налази Владичански двор епископа бањалучког.

## Изградња
Након Другог свјетског рата, тадашње власти нису дозволиле обнову до темеља порушеног храма Свете Тројице (данас Саборни храм Христа Спаситеља у Бањој Луци) у центру Бање Луке, већ су на мјесту порушеног храма изградиле Споменик палим борцима у Бањалуци. Вјеровало се да храм више никада неће бити обновљен, те се приступило изградњи новог храма Свете Тројице, на новој локацији, сличног изгледа  и истог имена као порушени, као успомена на њега. Са градњом се почело 1963. године, а завршен је 1969. године, да би био освештан 1972. године. У периоду између 1972 — 2009. он је био Саборни храм епархије бањалучке, када је те 2009. ту улогу преузео обновљени – новоизграђени храм Христа Спаситеља у центру града, гдје је до рушења 1941. године постојао Саборни храм Свете Тројице.

## Храм данас
Након што је изгубио улогу Саборног храма одлуком епископа бањалучког Господина Јефрема бр. 468/09, од 30. јуна 2009. године, овај храм проглашен је Придворним храмом епископа бањалучких.
При храму нема парохија, у њему служе свештеници у чину — службеници Епархијског управног одбора, Црквеног суда и епископске канцеларије. Такође, при овом храму пролазе додатну припрему свештенички кандидати и новорукоположени свештеници који послије неопходне праксе одлазе на пастирско служење на парохије Епархије бањалучке. Старјешина храма је епископ бањалучки Јефрем.